# Mi corazón insiste en Lola Volcán
Mi corazón insiste en Lola Volcán est une telenovela américaine diffusée entre le 23 mai 2011 et le 28 novembre 2011 sur Telemundo.

## Synopsis
L’amour qui existe entre Lola et Andrés n’a aucune limite. Dans l’espoir de s’aimer pour toujours, ils décident de se confronter à la famille d’Andrés qui s’oppose à leur relation depuis le début. Pour cela, ils partent à Las Vegas pour se marier en secret. Mais ils ne pensaient pas une seconde que cet acte impulsif allait leur causer le plus grand malheur de leur vie.
Lola, remontée contre sa tante Chabela et sa mère Soledad qui s’opposent aussi à leur relation, s’échappe et se fait un tatouage en symbole de son amour pour Andrés. Marcelo Santacruz, le père d’Andrés, le renvoie dans une école militaire, d'où il s’était échappé, en s’assurant cette fois-ci, que l’école a une plus grande vigilance. Mais comme si cela ne suffisait pas, il va aussi tendre un piège à Lola, qui sera en prison pendant plus de 5 ans. Là-bas, Lola apprendra à survivre en comptant sur la force spirituelle que lui a transmise sa tante Chabela depuis qu’elle était toute petite. Elle gardera aussi espoir de pouvoir être à nouveau aux côtés d’Andrès, sans imaginer ce que le destin leur réserve.
En sortant de prison, Lola est confrontée à une série d’accidents : la mort de sa tante Chabela, la dépression de sa mère, qui l’oblige à être internée dans une clinique psychiatrique. Quant à Andrés, l’unique soutien qui lui restait, il est sur le point de se marier avec Débora, qui est folle amoureuse d’Andrés et qui déteste Lola depuis leur enfance.
Désespérée, se sentant trompée et sans recours, Lola décide d’accepter une proposition de mariage d’une connaissance de la famille, qui agit en tant que protecteur. 
Andrés se battra pour récupérer l’amour de Lola, mais ils sont à chaque fois séparés de tout, et leurs chemins ne se croisent pas à nouveau.
Pour Lola, Andrés a été son meilleur ami, son premier amour, l’unique personne à qui elle a tout donné, mais sa fierté et sa détermination à vouloir se débrouiller toute seule, la poussent à lutter contre ce que lui dicte son cœur, en transformant cet amour en quelque chose qui paraît être impossible.

## Distribution
- Jencarlos Canela : Andrés Suárez / Andrés Santacruz (Protagoniste)
- Carmen Villalobos : María Dolores Volcán, dite Lola (Protagoniste)
- Ana Layevska : Débora Noriega (Antagoniste principale)
- Angélica María : Isabel Volcán, dite Chabela
- Fabián Ríos : Ángel Meléndez
- Katie Barberi : Victoria de Noriega, dite Vicky
- Carlos Torres : Rodrigo Suárez
- Rossana San Juan : Soledad Volcán
- Gerardo Murguía : Marcelo Santacruz
- Alejandro Suárez : Diógenes Rugeles
- Liannet Borrego : Verónica Alcázar
- Mauricio Hénao : Daniel Santacruz
- Carlos Ferro : Camilo Andrade
- Cynthia Olavarría : Sofía Palacios
- Roberto Huicochea : José Linares, dit Pepe
- Rubén Morales : Ramón Noriega
- Paloma Márquez : Adela Linares, dite Adelita
- Lino Martone : Fulgencio López
- Jeannette Lehr : María Etelvina Rengifo / Eduviges Rengifo
- Carolina Tejera : Diana Mirabal

- Adrián Di Monte : Papi
- Jonathan Freudman : Pancho

- Elluz Peraza : Laura Palacios

## Autres versions
- Yo amo a Paquita Gallego (1998-1999).